# Surinaams voetballer van het jaar
De titel Surinaams voetballer van het jaar wordt in Suriname jaarlijks toegekend sinds 1964. De prijs wordt sinds 2014 bepaald door een peiling van Surinaamse sportjournalisten die lid zijn van de VSJS (Vereniging van Sportjournalisten in Suriname). In de jaren ervoor bepaalde het Surinaams Olympisch Comité de winnaars. 

## Voetballer van het jaar
| Surinaams Voetballer van het Jaar | Surinaams Voetballer van het Jaar                                      | Surinaams Voetballer van het Jaar                                      | Gouden Schoen | Gouden Schoen           | Gouden Schoen           |
| Jaar                              | Speler                                                                 | Club                                                                   | Jaar          | Speler                  | Club                    |
| --------------------------------- | ---------------------------------------------------------------------- | ---------------------------------------------------------------------- | ------------- | ----------------------- | ----------------------- |
| 1964                              | Siegfried Haltman                                                      | Robinhood                                                              |               |                         |                         |
| 1965                              | Armand Sahadewsing                                                     | Transvaal                                                              |               |                         |                         |
| 1966                              | Frits Purperhart                                                       | Leo Victor                                                             |               |                         |                         |
| 1967                              | Frits Purperhart                                                       | Leo Victor                                                             |               |                         |                         |
| 1968                              | Edwin Schal                                                            | Transvaal                                                              |               |                         |                         |
| 1970                              | Remie Olmberg                                                          | Robinhood                                                              |               |                         |                         |
| 1971                              | Arnold Zebeda                                                          | Robinhood                                                              |               |                         |                         |
| 1972                              | Edwin Schal                                                            | Transvaal                                                              |               |                         |                         |
| 1973                              | Theo Klein                                                             | Transvaal                                                              |               |                         |                         |
| 1974                              | Rinaldo Entingh                                                        | Robinhood                                                              |               |                         |                         |
| 1975                              | Henry Playfair                                                         | Voorwaarts                                                             |               |                         |                         |
| 1976                              | Wilfred Garden                                                         | Robinhood                                                              |               |                         |                         |
| 1977                              | Remie Olmberg                                                          | Robinhood                                                              |               |                         |                         |
| 1978                              | Frank Borgia                                                           | Leo Victor                                                             |               |                         |                         |
| 1979                              | Wilfred Garden                                                         | Robinhood                                                              |               |                         |                         |
| 1980                              | Kenneth Stjeward                                                       | Robinhood                                                              |               |                         |                         |
| 1981                              | Carlo Monpellier                                                       | Transvaal                                                              |               |                         |                         |
| 1982                              | Niet toegekend                                                         |                                                                        |               |                         |                         |
| 1983                              | Rinaldo Entingh                                                        | Robinhood                                                              |               |                         |                         |
| 1984                              | Ludwig Simpson                                                         | Transvaal                                                              |               |                         |                         |
| 1985                              | Niet toegekend                                                         |                                                                        |               |                         |                         |
| 1986                              | Regilio Doest                                                          | Transvaal                                                              |               |                         |                         |
| 1990                              | Ricardo Winter                                                         | Robinhood                                                              |               |                         |                         |
| 1991                              | Ronald Kolf                                                            | Robinhood                                                              |               |                         |                         |
| 1992                              | Leo Koswal sr.                                                         | Robinhood                                                              |               |                         |                         |
| 1993                              | Leo Koswal sr.                                                         | Robinhood                                                              |               |                         |                         |
| 1994                              | Leo Koswal sr.                                                         | Robinhood                                                              |               |                         |                         |
| 1995                              | Leo Koswal sr.                                                         | Robinhood                                                              |               |                         |                         |
| 1996                              | Leo Koswal sr.                                                         | Robinhood                                                              |               |                         |                         |
| 1997                              | Leo Koswal sr.                                                         | Robinhood                                                              |               |                         |                         |
| 1998                              | Leo Koswal sr.                                                         | Robinhood                                                              |               |                         |                         |
| 1999                              | Orlando Grootfaam                                                      | Robinhood                                                              | 1999          | Clifton Sandvliet       | SNL                     |
| 2000                              | Roché Emanuelson                                                       | Transvaal                                                              | 2000          | Daniël Eduardo Ramadhin | SV Walking Boyz Company |
| 2001                              | Rinaldo Lupson                                                         | SV Walking Boyz Company                                                | 2001          | Clifton Sandvliet       | SNL                     |
| 2002                              | Patrick Zinhagel                                                       | Transvaal                                                              | 2002          | Clifton Sandvliet       | SNL                     |
| 2003                              | Harold Blokland                                                        | Robinhood                                                              | 2003          | Clifton Sandvliet       | SNL                     |
| 2004                              | Claudio Pinas                                                          | SV Walking Boyz Company                                                | 2004          | Clifton Sandvliet       | Transvaal               |
| 2005                              | Clifton Sandvliet                                                      | SV Walking Boyz Company                                                | 2005          | Clifton Sandvliet       | SV Walking Boyz Company |
| 2006                              | Daniël Eduardo Ramadhin                                                | SV Walking Boyz Company                                                | 2006          | Clifton Sandvliet       | SV Walking Boyz Company |
| 2007                              | Daniël Eduardo Ramadhin                                                | SV Walking Boyz Company                                                | 2007          | Daniël Eduardo Ramadhin | SV Walking Boyz Company |
| nieuwe opzet door de VSJS:        |                                                                        |                                                                        |               |                         |                         |
| 2014                              | Obrendo Huiswoud                                                       | Inter Moengotapoe                                                      | 2014          | Sorencio Juliaans       | Transvaal               |
| 2015                              | Gregory Pokie en Andaya Landveld                                       | Gregory Pokie en Andaya Landveld                                       |               |                         |                         |
| 2016                              | Dimitrie Apai en Monica Weegman                                        | Dimitrie Apai en Monica Weegman                                        |               |                         |                         |
| 2017                              | Dimitrie Apai, Monica Weegman, Miguel Shepper en Cady Chin See Chong   | Dimitrie Apai, Monica Weegman, Miguel Shepper en Cady Chin See Chong   |               |                         |                         |
| 2018                              | Ivenzo Comvalius, Shamaira Stoutenburg, Bryan Elshot en Orthea Riley   | Ivenzo Comvalius, Shamaira Stoutenburg, Bryan Elshot en Orthea Riley   |               |                         |                         |
| 2019                              | Gleofilo Vlijter, Orthea Riley, Shaquille Cairo en Cady Chin See Chong | Gleofilo Vlijter, Orthea Riley, Shaquille Cairo en Cady Chin See Chong |               |                         |                         |

## Voetballer van de eeuw
| Surinaamse voetballer van de eeuw | Surinaamse voetballer van de eeuw | Surinaamse voetballer van de eeuw |
| Jaar                              | Speler                            |                                   |
| --------------------------------- | --------------------------------- | --------------------------------- |
| 20e eeuw                          | Humphrey Mijnals                  |                                   |